# Listă de edituri de literatură de groază
Aceasta este o listă de edituri de literatură de groază, ficțiune ciudată, studii, eseuri și enciclopedii dedicate domeniului: 

## A
- Arkham House
- Ash-Tree Press

## B
- Bad Moon Books
- Bloodletting Press
- Brimstone Press

## C
- Carcosa
- Cargo Cult Press
- Cemetery Dance Publications
- Centipede Press
- Charnel House (editură)

## D
- Delirium Books
- Donald M. Grant, Publisher

## E
- Elder Signs Press

## F
- Fedogan & Bremer

## G
- Golden Gryphon Press

## H
- Hippocampus Press

## J
- S. T. Joshi (ficțiune ciudată)

## K
- Kayelle Press

## L
- Lonely Road Books

## M
- Mark V. Ziesing
- Mojo Press

## N
- Necronomicon Press
- Necropolitan Press
- Nemira
- Night Shade Books (ficțiune ciudată)

## O
- Onyx Path Publishing

## P
- Poseidon Press
- PS Publishing

## S
- Schakt
- Silver Key Press
- Sphere Books
- Subterranean Press
- Swan River Press

## T
- Tartarus Press
- Ticonderoga Publications
- Tor Books (ficțiune ciudată)

## U
- Underland Press
- Underwood–Miller

## W
- White Wolf Publishing

## Z
- Zagava

## Vezi și
- Listă de edituri de literatură fantastică
- Listă de edituri de literatură științifico-fantastică

Format:Literatură de groază